# Meduza (gorgona)

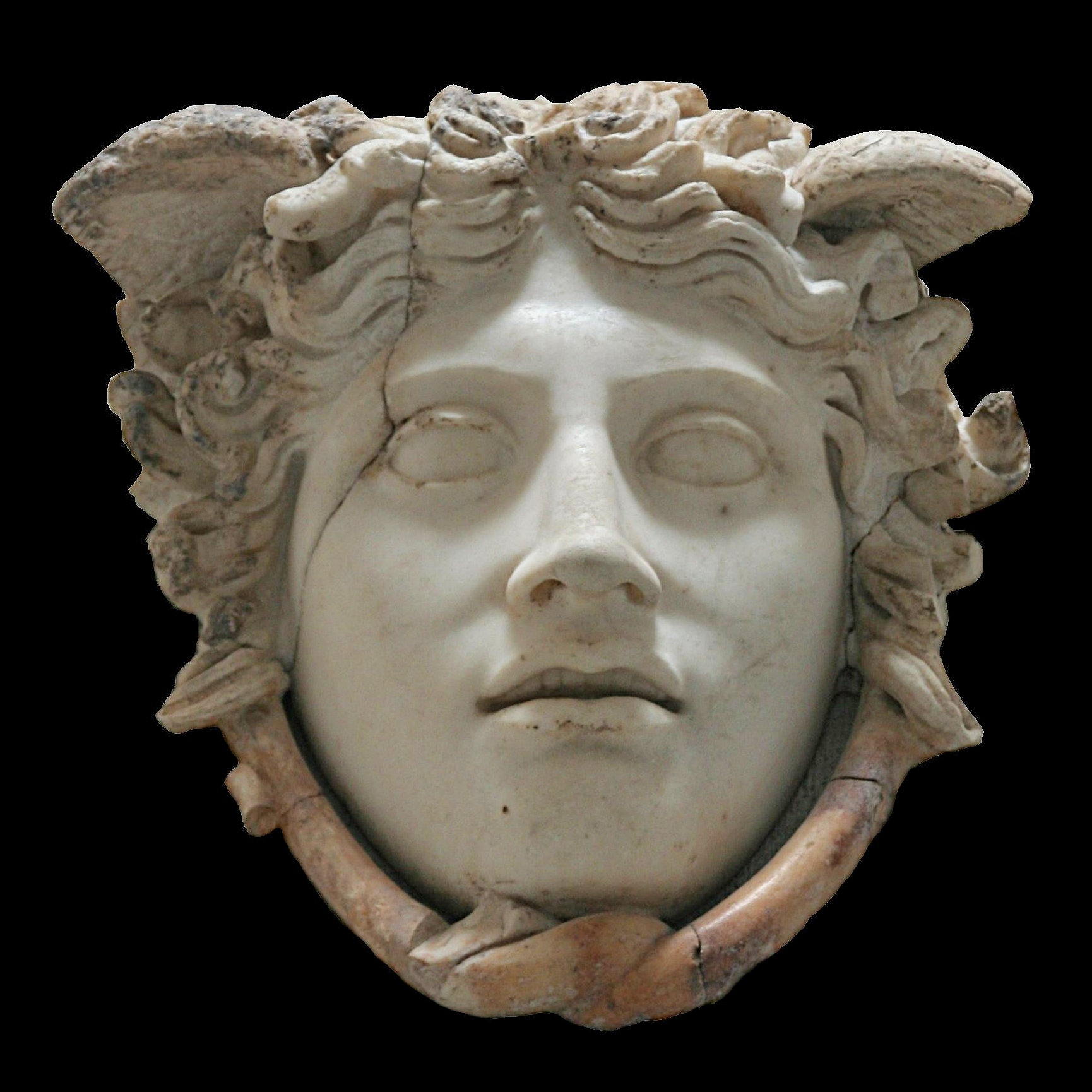
Tzw. Meduza Rondanini, kopia rzymska dzieła Fidiasza, Gliptoteka, Monachium

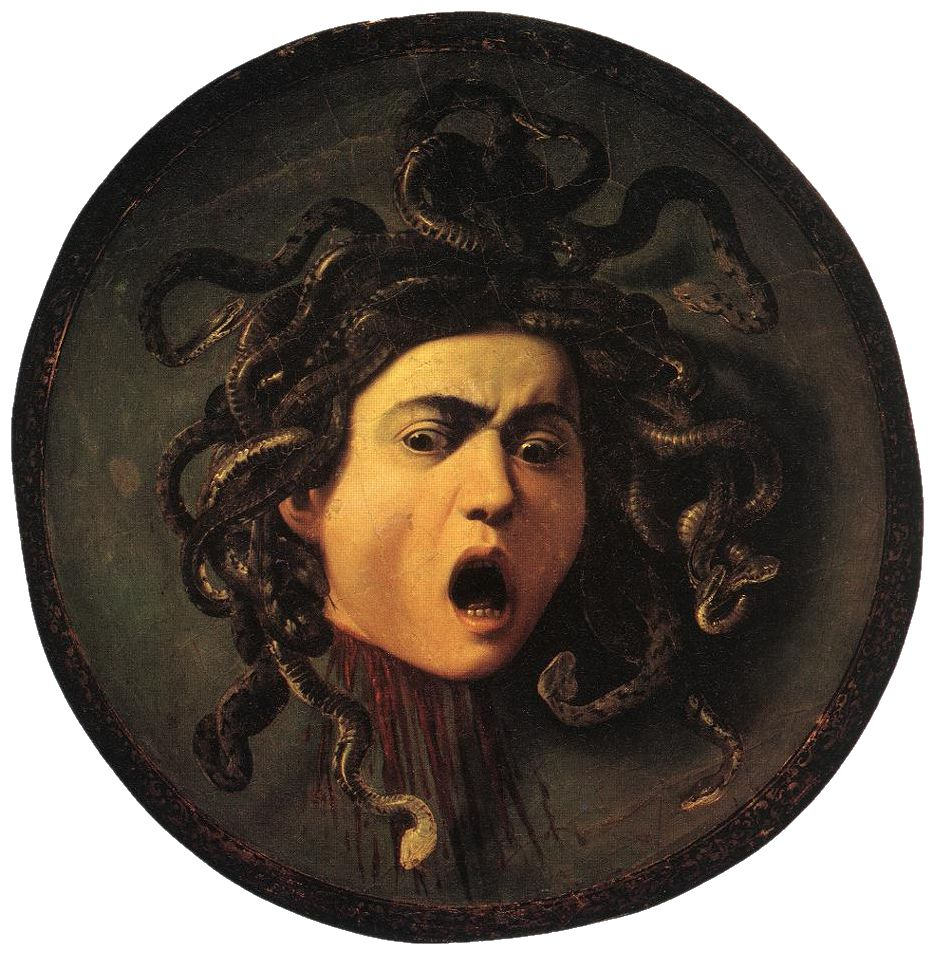
Meduza wedle Caravaggia, 1595–1596, Galeria Uffizi, Florencja

Meduza (gr. Μέδουσα Médousa, łac. Medusa) – w mitologii greckiej najmłodsza z trzech Gorgon. Jej postrzeganie zmieniało się z upływem czasu. Niegdyś potwór i stare, przedolimpijskie bóstwo, później ofiara przemiany na skutek wyzwania rzuconego bogini. Córka Forkosa.

## Imię
Zbiorcze miano trzech sióstr Gorgoes (później Gorgones) pochodzi od pierwiastka dźwiękonaśladowczego, obecnego również w wyrazie gorgos, co po grecku oznacza dziki, straszny, kojarzy się z polskim słowem groza. Zygmunt Kubiak dostrzega tutaj echo strachu, jakim napawały w przeszłości ludzi sytuacje, gdy coś uderzało w ich siedziby.
Znaczenie imienia Meduza to Władnąca. Być może wcześniej nosiła imię Eurymedusa, a więc Szeroko Władnąca, co z czasem uległo skróceniu.

## Pochodzenie
Meduza była najmłodszą z trzech Gorgon, córek Forkosa i Keto, starsze to Steno i Euriale. W odróżnieniu od jej   nieśmiertelnych sióstr, Meduzę można było zabić.
Drzewo genealogiczne Meduzy
| Gaja   |        |        |        |        |        |  |  |        |        |        |        |        |        |  |  |         |         |         |         |         |         |  |  |        |        |        |        |        |        |  |  |         |         |         |         |         |         |  |  |
|        |        |        |        |        |        |  |  |        |        |        |        |        |        |  |  |         |         |         |         |         |         |  |  |        |        |        |        |        |        |  |  |         |         |         |         |         |         |  |  |
|        |        |        |        |        |        |  |  |        |        |        |        |        |        |  |  |         |         |         |         |         |         |  |  |        |        |        |        |        |        |  |  |         |         |         |         |         |         |  |  |
| Pontos |        |        |        |        |        |  |  |        |        |        |        |        |        |  |  |         |         |         |         |         |         |  |  |        |        |        |        |        |        |  |  |         |         |         |         |         |         |  |  |
|        |        |        |        |        |        |  |  |        |        |        |        |        |        |  |  |         |         |         |         |         |         |  |  |        |        |        |        |        |        |  |  |         |         |         |         |         |         |  |  |
|        |        |        |        |        |        |  |  |        |        |        |        |        |        |  |  |         |         |         |         |         |         |  |  |        |        |        |        |        |        |  |  |         |         |         |         |         |         |  |  |
|        |        |        |        |        |        |  |  |        |        |        |        |        |        |  |  |         |         |         |         |         |         |  |  |        |        |        |        |        |        |  |  |         |         |         |         |         |         |  |  |
| Nereus | Nereus | Nereus | Nereus | Nereus | Nereus |  |  | Taumas | Taumas | Taumas | Taumas | Taumas | Taumas |  |  | Forkos  | Forkos  | Forkos  | Forkos  | Forkos  | Forkos  |  |  | Keto   | Keto   | Keto   | Keto   | Keto   | Keto   |  |  | Eurybie | Eurybie | Eurybie | Eurybie | Eurybie | Eurybie |  |  |
| Nereus | Nereus | Nereus | Nereus | Nereus | Nereus |  |  | Taumas | Taumas | Taumas | Taumas | Taumas | Taumas |  |  | Forkos  | Forkos  | Forkos  | Forkos  | Forkos  | Forkos  |  |  | Keto   | Keto   | Keto   | Keto   | Keto   | Keto   |  |  | Eurybie | Eurybie | Eurybie | Eurybie | Eurybie | Eurybie |  |  |
|        |        |        |        |        |        |  |  |        |        |        |        |        |        |  |  |         |         |         |         |         |         |  |  |        |        |        |        |        |        |  |  |         |         |         |         |         |         |  |  |
|        |        |        |        |        |        |  |  |        |        |        |        |        |        |  |  |         |         |         |         |         |         |  |  |        |        |        |        |        |        |  |  |         |         |         |         |         |         |  |  |
| Graje  | Graje  | Graje  | Graje  | Graje  | Graje  |  |  | Steno  | Steno  | Steno  | Steno  | Steno  | Steno  |  |  | Euriale | Euriale | Euriale | Euriale | Euriale | Euriale |  |  | Meduza | Meduza | Meduza | Meduza | Meduza | Meduza |  |  | Wąż     | Wąż     | Wąż     | Wąż     | Wąż     | Wąż     |  |  |

## Piękna kobieta
Meduza była początkowo kobietą wyjątkowej urody, szczyciła się zwłaszcza bujnymi włosami, którymi rywalizowała z Ateną. W innej wersji mitu jej wdzięk zwrócił uwagę Posejdona. Do zbliżenia doszło w świątyni Ateny (choć Teogonia mówi o „miękkiej łące wśród kwiatów wiosennych”), co było świętokradztwem. Za karę bogini przemieniła dziewczynę w odrażające stworzenie.

## Potwór

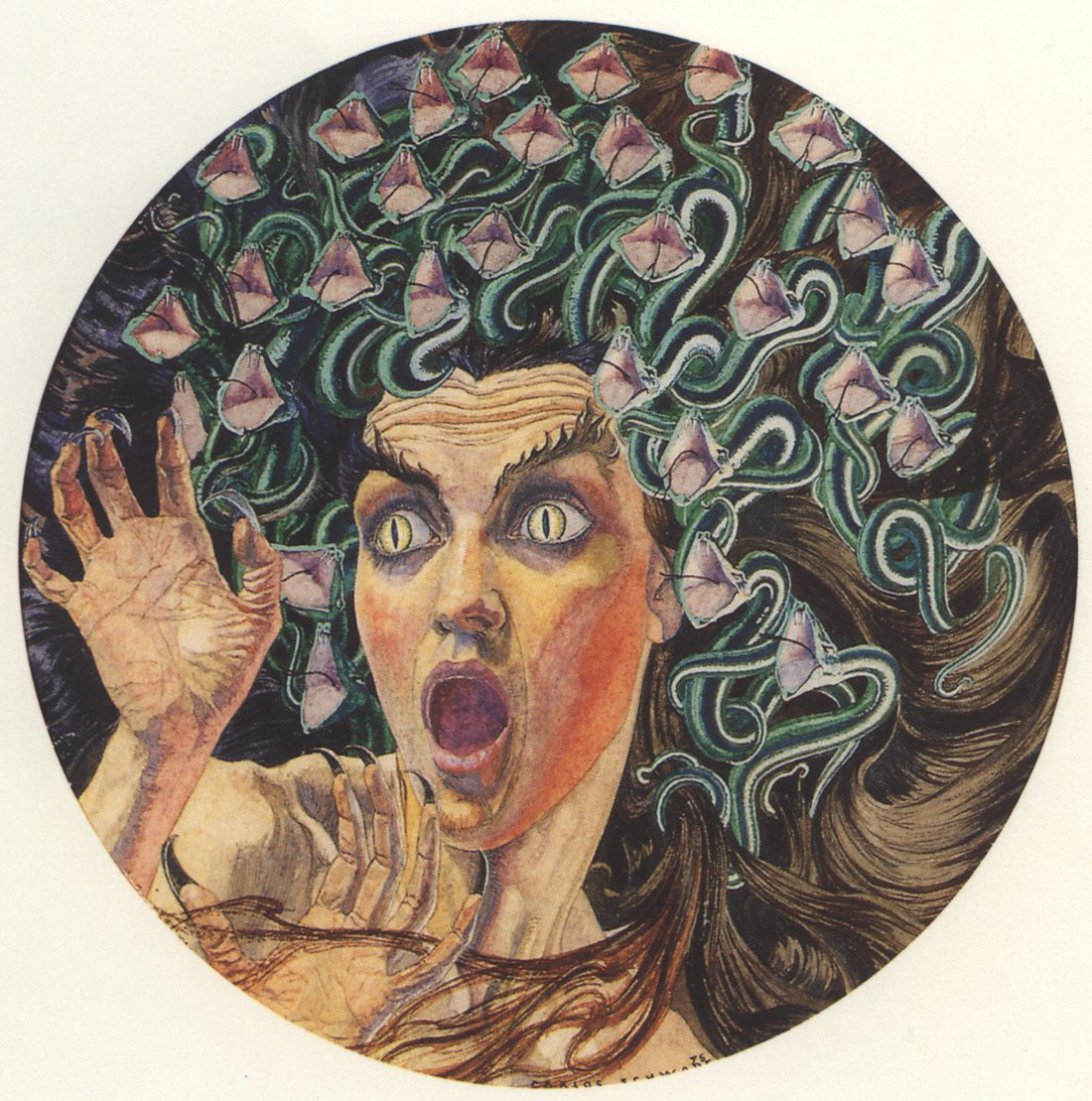
Meduza, Carlos Schwabe, 1895, Kolekcja Hand/Nyeste, Glencoe, Illinois, USA

Wygląd Meduzy, opisany dokładnie przez Apollodorosa (2, 4, 2), napawał strachem. Była najbardziej przerażającą z Gorgon, które Michał Pietrzykowski uważał za jedne z najstraszniejszych potworów mitologii greckiej. Jej głowę, podobnie jak sióstr, zamiast włosów okalały wijące się węże i wężowe łuski, nieruchome oczy błyszczały. Twarz Meduzy szpeciły grymasy. W ustach Gorgon tkwiły dzicze kły, szyje były pokryte smoczymi łuskami. Ręce miały ze spiżu lub z brązu, skrzydła złote, pozwalające latać. W odróżnieniu od sióstr, spojrzenie Meduzy zamieniało wszystko, co żyło, w kamień, lub, wedle innej wersji mitu, powodował to sam jej widok. Samo zobaczenie jednego tylko loku jej „włosów” sprawiało, iż napierające armie uciekały. Niekiedy też podawano, że wszystkie trzy Gorgony miały tę właściwość. Wstręt i grozę budziły nie tylko wśród zwykłych ludzi, ale nawet u nieśmiertelnych bogów, bez pomocy których nikt nie mógłby ich pokonać. Jedynym, który się nie lękał, był Posejdon, ojciec jej dzieci.
Gorgony zamieszkały na zachodnim skraju świata. Było to miejsce sąsiadujące z ogrodem Hesperyd, królestwem umarłych, ziemią Geriona i leżało jeszcze bardziej na zachód od siedziby Graj, u brzegów nocy, za rzeką Okeanos okrążającą cały świat, gdzie planety i gwiazdy zanurzały się, by się odrodzić. Wedle późniejszych poglądów żyły w Libii. Zadomowiły się w jaskini, wokół niej znajdowały się szczątki śmiałków, którzy tu stracili życie.

## Wyprawa Perseusza i śmierć Meduzy

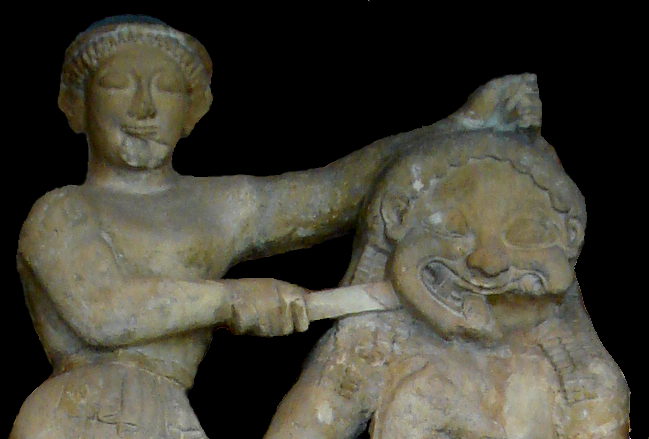
Perseusz ucinający głowę Meduzie, VI w. p.n.e., Regionalne Muzeum Archeologiczne w Palermo

Na wyprawę przeciwko Meduzie wyruszył heros Perseusz, jeden z najsłynniejszych bohaterów mitologii greckiej. Bywał on gościem króla Polidektesa, władcy Serifos, który chciał posiąść matkę Perseusza – Danae. Młodzieniec stał temu na przeszkodzie, więc król mamił go opowieściami o bohaterskich czynach. Pewnego dnia zaprosił go na ucztę, gdzie wyjawił plany ożenku z Hippodameją z Elidy. Słysząc to, goście obiecali mu bogate dary, tylko Perseusz nie mógł podarować władcy nic kosztownego. Zmuszony, zaoferował królowi, że przywiezie mu głowę Meduzy. Monarcha chętnie na to przystał, oczekując śmierci śmiałka. Istnieje wersja mitu, wedle której Perseusz wyruszył przeciwko Meduzie dla Ateny, z którą Gorgona współzawodniczyła. Wersję taką poświadcza Apollodoros.

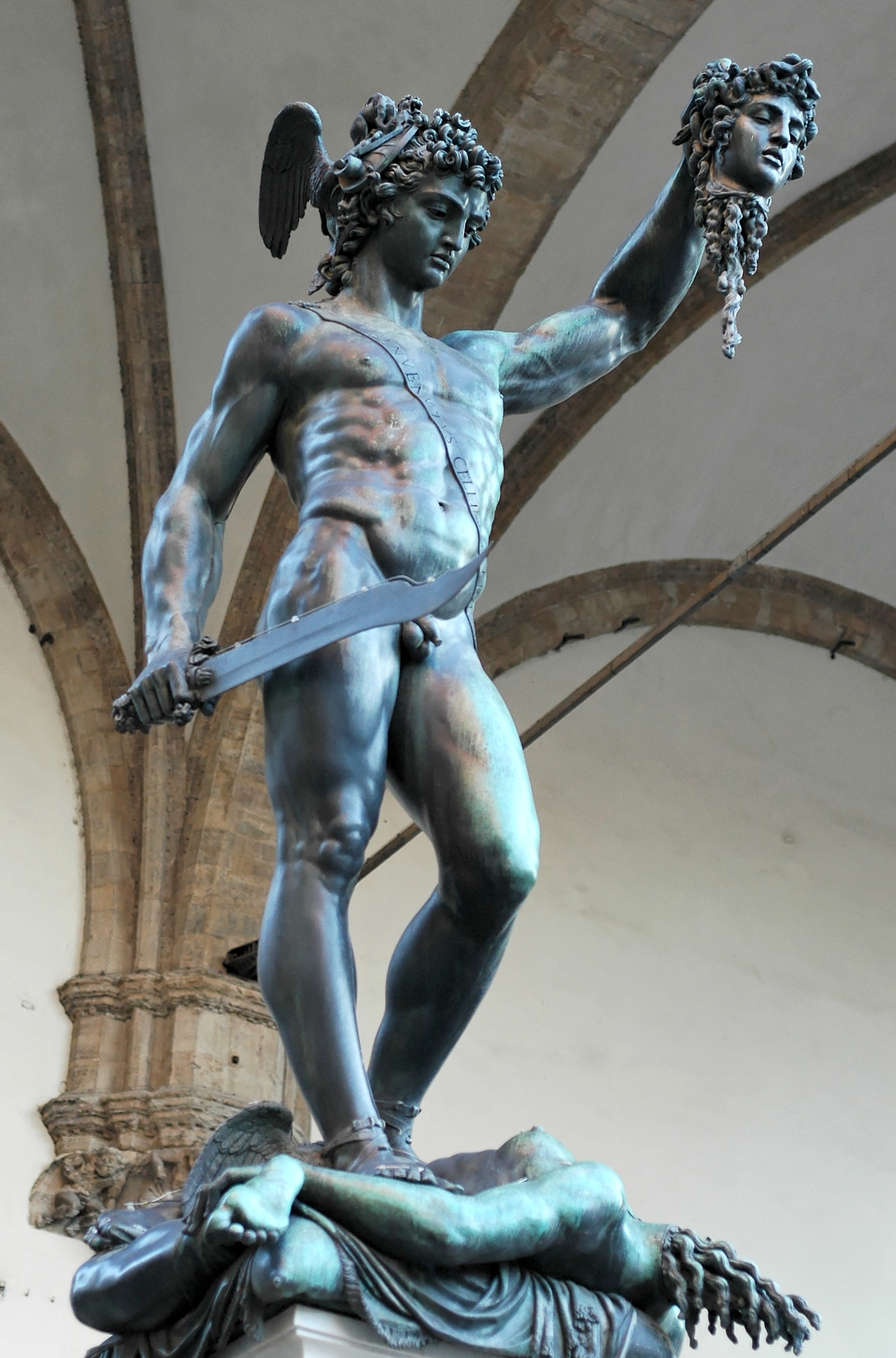
Perseusz z głową Meduzy, Benvenuto Cellini, 1557, Loggia dei Lanzi, Florencja

Pomocy nieszczęśnikowi udzieliła Atena, dzięki temu dotarł do trzech sióstr i strażniczek Gorgon – Graj, które dzięki wykradzeniu ich wspólnego oka i kła, zmusił do wyjawienia siedziby Gorgon. Heros uzbrojony został w czyniący niewidzialnym hełm Hadesa, wykonany przez cyklopów z psiej skóry oraz skrzydlate sandały, w końcu otrzymał też od Hermesa sierp z adamantu bądź też zakrzywiony nóż, by Meduzę pozbawić głowy.
Perseusz dotarł do Gorgon i ujrzał je śpiące na brzegu oceanu. Do sióstr stanął tyłem, by nie zamienić się w kamień. Spoglądał jedynie w swą tarczę z miedzi, wypolerowaną tak, że widział w niej oblicze potwora. Wedle innej wersji tarczę tę trzymała przed nim sama Atena. Dzięki skrzydlatym sandałom wzbił się w górę, uciął Meduzie głowę i schował do torby, czy też raczej sakwy kibisis, po czym odleciał. Z szyi Meduzy wydostali się synowie Posejdona, najpierw wyskoczył Pegaz, potem olbrzym Chryzaor trzymający w ręku złoty miecz. Wtedy też obudziły się pozostałe Gorgony, Steno i Euriale, i poczęły ścigać zabójcę, a że dzięki hełmowi Hadesa – „czapce-niewidce” – był on niewidzialny, nie mogły go ujrzeć ani zabić dla pomszczenia siostry.

## Śmiertelna głowa

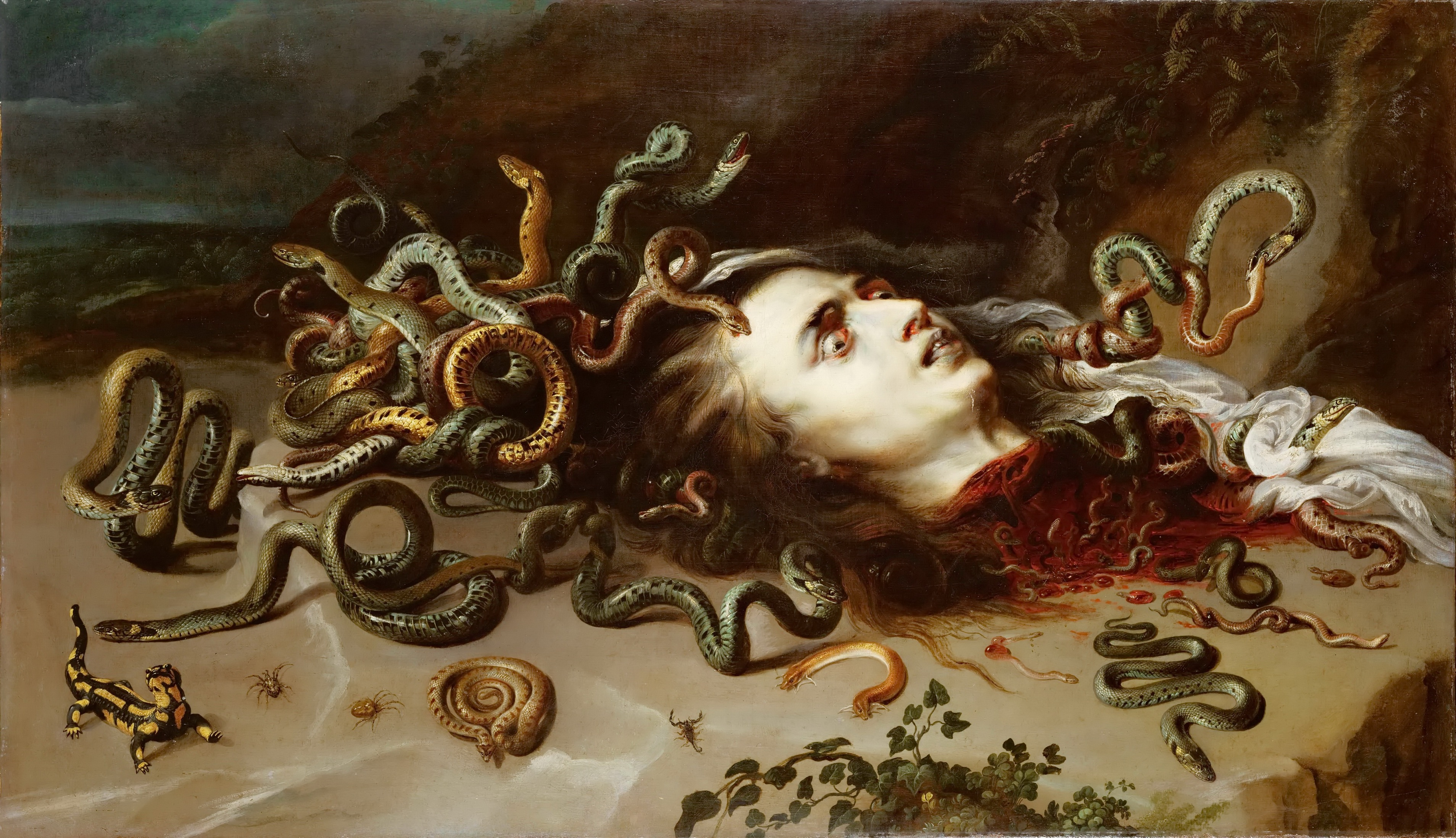
Głowa Meduzy, Rubens, 1617–1618, Muzeum Historii Sztuki w Wiedniu

Perseusz zdążył zaczerpnąć krwi wypływającej z ran zamordowanej. Krew Meduzy była magiczna: płynąca z żył lewej strony ciała była śmiertelną trucizną, z prawej strony miała moc przywracania życia. Ożywiającą siłę krwi Meduzy wykorzystywał później Asklepios wskrzeszając zmarłych.
Syn Zeusa udał się w drogę powrotną. Spotkał na niej Atlasa, tytana dźwigającego sklepienie nieba. Wyczerpany ucieczką przed Gorgonami poprosił o złote jabłko z ogrodu Hesperyd, jednak tytan odmówił. Perseusz, korzystając z głowy Meduzy, zamienił go w kamień, w innej wersji mitu w górę, od której pochodzi nazwa łańcucha górskiego w północnej Afryce. Głowy Gorgony użył ponownie podczas sporu z Fineusem, chcącym poślubić swą bratanicę Andromedę, którą wcześniej Perseusz wybawił od śmierci, pokonując morskiego potwora. Zwolennicy Perseusza wdali się w bójkę z poplecznikami Fineusa, wobec czego heros wyjął z torby głowę Meduzy przeistaczając Fineusa i jego zwolenników w kamienie. Swoim polecił przedtem odwrócić wzrok. Istnieje też inna wersja, w której Fineus został oślepiony, ale zachował życie.
Perseusz wykorzystał głowę Meduzy do zemsty na Polidektesie, który za czasu jego nieobecności prześladował jego matkę, nie chcącej go za męża. Syn Zeusa wkroczył do zamku monarchy i wyciągnął z torby straszną głowę. Polidektes i jego dworzanie zamienili się w kamień. Odtąd przypominali marmurowe posągi. Perseusz, wedle jednej z wersji, po wypełnieniu swej misji oddał Atenie głowę Gorgony, według innej ją zatrzymał i dopiero przed śmiercią oddał bogini. Ona zaś głowę Meduzy umieściła na swej tarczy, by przerażać wrogów i zmuszać ich do ucieczki, a nawet zamieniać w kamień.
Na pamiątkę swego wyczynu Perseusz nadał córce imię Gorgofone (Gorgonobójcza).

## Po śmierci
Gdy Herakles, potomek Perseusza, wstąpił do królestwa umarłych, ukazał się Cień Meduzy, odstraszając wiele innych mar. Heros dobył miecz, ale towarzyszący mu Hermes wyjaśnił, że walka z duchem za pomocą miecza nie ma sensu.

## Potomkowie
Potomków Meduzy prezentuje następujące drzewo genealogiczne:
| Meduza | Meduza | Meduza | Meduza | Meduza | Meduza |  |  | Posejdon        | Posejdon        | Posejdon        | Posejdon        | Posejdon        | Posejdon        |  |  |          |          |          |          |          |          |  |  |        |        |        |        |        |        |  |  |              |              |              |              |              |              |
| Meduza | Meduza | Meduza | Meduza | Meduza | Meduza |  |  | Posejdon        | Posejdon        | Posejdon        | Posejdon        | Posejdon        | Posejdon        |  |  |          |          |          |          |          |          |  |  |        |        |        |        |        |        |  |  |              |              |              |              |              |              |
|        |        |        |        |        |        |  |  |                 |                 |                 |                 |                 |                 |  |  |          |          |          |          |          |          |  |  |        |        |        |        |        |        |  |  |              |              |              |              |              |              |
|        |        |        |        |        |        |  |  |                 |                 |                 |                 |                 |                 |  |  |          |          |          |          |          |          |  |  |        |        |        |        |        |        |  |  |              |              |              |              |              |              |
| Pegaz  | Pegaz  | Pegaz  | Pegaz  | Pegaz  | Pegaz  |  |  | Chrysaor        | Chrysaor        | Chrysaor        | Chrysaor        | Chrysaor        | Chrysaor        |  |  | Kalliroe | Kalliroe | Kalliroe | Kalliroe | Kalliroe | Kalliroe |  |  |        |        |        |        |        |        |  |  |              |              |              |              |              |              |
| Pegaz  | Pegaz  | Pegaz  | Pegaz  | Pegaz  | Pegaz  |  |  | Chrysaor        | Chrysaor        | Chrysaor        | Chrysaor        | Chrysaor        | Chrysaor        |  |  | Kalliroe | Kalliroe | Kalliroe | Kalliroe | Kalliroe | Kalliroe |  |  |        |        |        |        |        |        |  |  |              |              |              |              |              |              |
|        |        |        |        |        |        |  |  |                 |                 |                 |                 |                 |                 |  |  |          |          |          |          |          |          |  |  |        |        |        |        |        |        |  |  |              |              |              |              |              |              |
|        |        |        |        |        |        |  |  |                 |                 |                 |                 |                 |                 |  |  |          |          |          |          |          |          |  |  |        |        |        |        |        |        |  |  |              |              |              |              |              |              |
|        |        |        |        |        |        |  |  | Gerion          | Gerion          | Gerion          | Gerion          | Gerion          | Gerion          |  |  | Echidna  | Echidna  | Echidna  | Echidna  | Echidna  | Echidna  |  |  |        |        |        |        |        |        |  |  |              |              |              |              |              |              |
|        |        |        |        |        |        |  |  | Gerion          | Gerion          | Gerion          | Gerion          | Gerion          | Gerion          |  |  | Echidna  | Echidna  | Echidna  | Echidna  | Echidna  | Echidna  |  |  |        |        |        |        |        |        |  |  |              |              |              |              |              |              |
|        |        |        |        |        |        |  |  |                 |                 |                 |                 |                 |                 |  |  |          |          |          |          |          |          |  |  |        |        |        |        |        |        |  |  |              |              |              |              |              |              |
|        |        |        |        |        |        |  |  |                 |                 |                 |                 |                 |                 |  |  |          |          |          |          |          |          |  |  |        |        |        |        |        |        |  |  |              |              |              |              |              |              |
| Cerber | Cerber | Cerber | Cerber | Cerber | Cerber |  |  | Hydra lernejska | Hydra lernejska | Hydra lernejska | Hydra lernejska | Hydra lernejska | Hydra lernejska |  |  | Chimera  | Chimera  | Chimera  | Chimera  | Chimera  | Chimera  |  |  | Ortros | Ortros | Ortros | Ortros | Ortros | Ortros |  |  |              |              |              |              |              |              |
| Cerber | Cerber | Cerber | Cerber | Cerber | Cerber |  |  | Hydra lernejska | Hydra lernejska | Hydra lernejska | Hydra lernejska | Hydra lernejska | Hydra lernejska |  |  | Chimera  | Chimera  | Chimera  | Chimera  | Chimera  | Chimera  |  |  | Ortros | Ortros | Ortros | Ortros | Ortros | Ortros |  |  |              |              |              |              |              |              |
|        |        |        |        |        |        |  |  |                 |                 |                 |                 |                 |                 |  |  |          |          |          |          |          |          |  |  |        |        |        |        |        |        |  |  |              |              |              |              |              |              |
|        |        |        |        |        |        |  |  |                 |                 |                 |                 |                 |                 |  |  |          |          |          |          |          |          |  |  |        |        |        |        |        |        |  |  |              |              |              |              |              |              |
|        |        |        |        |        |        |  |  |                 |                 |                 |                 |                 |                 |  |  |          |          |          |          |          |          |  |  | Sfinks | Sfinks | Sfinks | Sfinks | Sfinks | Sfinks |  |  | Lew nemejski | Lew nemejski | Lew nemejski | Lew nemejski | Lew nemejski | Lew nemejski |

## Interpretacje
Inaczej Meduzę widzi Diodor z Sycylii, który prezentuje euhemerystyczną interpretację mitu o Meduzie. Gorgony uważa za szczep wojowniczych kobiet, podobnych do Amazonek, mieszkających w okolicy Atlantydy. Jej mieszkańcy wespół z Amazonkami uderzyć mieli na Gorgony i zwyciężyć je, ale nie wytępić. Kolejny atak poprowadził Perseusz, a Herakles doprowadził do ich wymarcia.

## W sztuce

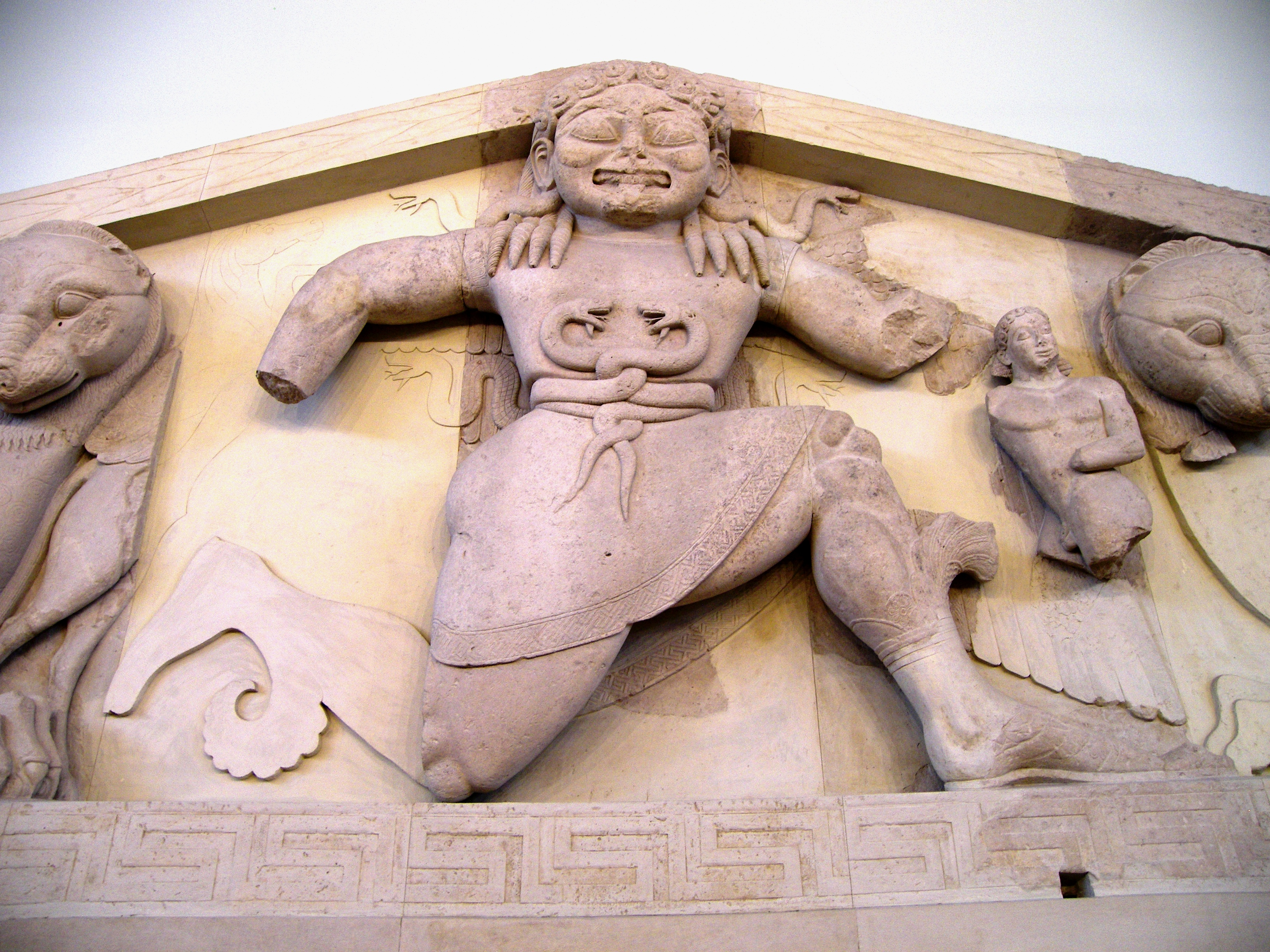
Fragment Tympanonu z Kerkyry, 590–580 p.n.e., z prawej strony Chryzaor. Muzeum Archeologiczne Korfu, Korfu

Walka Perseusza z Meduzą należy do scen często przedstawianych w sztuce. Sam moment ucinania głowy przedstawia jedna z metop selinunckich.
Często przedstawiano też samą głowę Meduzy, na przykład na piersiach Ateny. Motyw taki nosi nazwę gorgonejonu. Być może wykorzystywano go jako symbol apotropaiczny, a więc chroniący przez złymi mocami. Gorgonejon zmieniał się z upływem czasu. Początkowo przedstawiał twarz okropną, wykrzywioną, z językiem wysuniętym z ust. Późniejsze przedstawienia ukazują już twarz piękną, choć smutną, otoczoną wijącymi się wężami. Prezentuje ją choćby Meduza Rondanini.
Z kolei na Tympanonie z Kerkyry, pochodzącym ze świątyni Artemidy, Meduza przedstawiona jest pośród swoich dzieci.